# SŽD-Baureihe ОР23
Die ОР23 001 (deutsche Transkription OR23) war eine Dampflokomotive der Sowjetischen Eisenbahnen (SŽD) in Breitspurbauweise, die 1949 ausgeliefert wurde. Sie war als Besonderheit mit einem Brown-Triebwerk ausgestattet und galt als Versuchslokomotive für dieses Triebwerk bei Lokomotiven größerer Leistung mit einer Reibungsmasse von 115 t. Wegen ihres Brown-Triebwerkes wurde die Lokomotive in der Literatur auch als ein Hybrid zwischen einer Dampf- und einer Diesellokomotive bezeichnet. Die Dampflokomotive blieb ein Einzelexemplar und fand keine Verbreitung.

## Geschichte
Nach der Beendigung des Großen Vaterländischen Krieges fand in der Sowjetunion ein Wachsen des Güterverkehres im Zusammenhang mit der Wiederherstellung der Volkswirtschaft statt. Das verlangte leistungsfähigere Lokomotiven, als es die zu der Zeit eingesetzten Maschinen der SŽD waren (Reihen CO und Л). Die Wiederaufnahme der Produktion der Reihe ФД schied aufgrund einiger Konstruktionsmängel aus (schwacher Rahmen, niedriger Wirkungsgrad des Dampfkessels).
Zu der Zeit wurde auf den meisten Hauptstrecken der SŽD das stärker belastbare Schienenprofil P 50 (Metermasse 50 kg/m) eingebaut, was das Anheben des Achsdruckes der Lokomotiven bis 23 t erlaubte. Bei den Lokomotiven der Reihe ФД betrug er noch 20 t. 1946 empfahl eine Kommission für die Wahl neuer Lokomotivtypen unter Vorsitz von Sergej Petrovitsch Suichomjatnikov die Notwendigkeit für den Beginn der Arbeiten für die Projektierung und Auslieferung einer bestimmten Anzahl Dampflokomotiven mit einer Reibungsmasse von 112 t bis 115 t. Diese Lokomotiven sollten fünf Antriebsachsen und eine Achslast von 22,5 t – 23 t aufweisen.
Mit der Entwicklung der neuen Dampflokomotiven wurden die Lokomotivfabriken Ulan-Ude, Luhansk und Kolomna beauftragt. Für die Konstruktion der neuen Lokomotive ergaben sich bei den Werken verschiedene Lösungsansätze. So stellte die Lokomotivfabrik Ulan-Ude eine Dampflokomotive auf der Grundlage der Reihe ФД vor, verstärkt in einigen Bereichen der Konstruktion und ausgerüstet mit einem neuen Kessel. Die Arbeiten fanden mit der Fertigung der Lokomotive 23 001 ihren Abschluss.
Die Konstrukteure der Lokomotivfabrik Kolomna gingen bei der Entwicklung von einer Erhaltung des Achsdruckes von 19 t aus, nur sollte für die Unterbringung eines leistungsstärkeren Kessels die Anzahl der Radsätze erhöht werden. Daher konnte diese Lokomotive auf den meisten Strecken der SŽD eingesetzt werden. Bald darauf erschien eine Probelokomotive der Reihe П34.

## Projektierung und Bau
Im Unterschied zu den anderen Konstruktionen verwendeten die Konstrukteure der Lokomotivfabrik Luhansk ein ganz anderes Schema für die Dampflokomotive. Um die Kompliziertheit der Dampfmaschine in einigen Teilen zu vereinfachen, wurde bei dieser Lokomotive das sogenannte Brown-Triebwerk verwendet, bei der der Kreuzkopf entfallen konnte und außerdem die hin- und hergehenden Massen verringert werden konnten. Die Zylinder der Dampfmaschine liegen über den Kuppelradsätzen, sie wirken auf je einen Übertragungshebel, der den Kolbenhub als Drehbewegung auf die Radsätze weitergibt. Die Wirkungsweise der Steuerung ist gut aus der Internetseite zu ersehen. Bei der ОР23 kann davon ausgegangen werden, dass die Lokomotive auf jeder Seite zwei Zylinder hatte, die jeweils nach vorn bzw. hinten mit separater Steuerung arbeiteten. Die Lokomotive wies damit insgesamt vier Zylinder auf. Weitere Einzelheiten können nur vermutet werden. Fakt ist, dass die Lokomotive auf jeder Seite einen mittleren Doppelzylinder besaß. Aus der Bezeichnung geht hervor, dass es sich um keine Verbundmaschine gehandelt haben kann und demzufolge der Durchmesser aller Zylinder gleich war.
Das Brown-Triebwerk war ursprünglich für kleinere Lokomotiven beim Einsatz auf staubigem Gelände entwickelt worden, damit der Staub nicht die Arbeit des Kreuzkopfes und anderer geschmierter Teile der Steuerung beeinträchtigt. Bei größeren Lokomotiven waren die Reibungsverluste beträchtlich, sodass der Wirkungsgrad der Lokomotive beträchtlich sank. Bei der ОР23 und einer weiteren Versuchslokomotive für den Personenzugdienst wurde zum ersten Mal der Versuch unternommen, dieses Triebwerk bei großen Hauptbahnlokomotiven zu verwenden. In wird behauptet, dass es die erste Dampflokomotive mit Brown-Triebwerk sei, dies muss aber angezweifelt werden; schon vorher gab es kleinere Lokomotiven mit diesem Triebwerk. Die Lokomotive soll einen ruhigen Lauf besessen haben, was durch die Reduzierung der hin- und hergehenden Massen zutreffen kann. Projektiert wurde sie von den Ingenieuren Н.А. Турика (N.A.Turika) und М.Н. Аникеева (M.H. Ankeewa) von der Lokomotivfabrik Luhansk. In wird die Lokomotive als ein Hybrid zwischen einer Dampf- und einer Diesellokomotive bezeichnet. Das mag auf die Verwendung der Steuerung mit den Übertragungshebeln zurückzuführen sein.

## Schicksal der Lokomotive
Zum Beginn des Jahres 1949 wurde die Versuchslokomotive ОР23 fertiggestellt. Inwieweit diese Lokomotive mit ihrem einzigartigen Antrieb erprobt wurde und welche Ergebnisse die Versuche brachten, geht aus der Literatur nicht hervor. Außerdem fehlen Einsatzdaten und Verbleib der Lokomotive. Aufgrund der Tatsache, dass große Lokomotiven mit einem Brown-Triebwerk größere Reibungsverluste als herkömmliche Konstruktionen aufweisen, hat sie sich vermutlich nicht lange im Einsatz gehalten.